# Rovorst
De Rovorst is een heuvel in de Vlaamse Ardennen gelegen nabij Brakel (Opbrakel) in de Belgische provincie Oost-Vlaanderen. Op de top ligt het gelijknamige gehucht Rovorst.

## Wielrennen
De helling is opgenomen in de recreatieve fietsroute de Vlaanderen Fietsroute.